# فرودگاه پیلوت پوینت
 فرودگاه پیلوت پوینت (به انگلیسی: Pilot Point Airport) یک فرودگاه همگانی بهره‌برداری هوایی با کد یاتا PIP است که یک باند فرود شن دارد و طول باند آن ۱۰۰۰ متر است. این فرودگاه در کشور ایالات متحده آمریکا قرار دارد و در ارتفاع ۱۷ متری از سطح دریا واقع شده است.